# Георги Маринов (писател)
Вижте пояснителната страница за други личности с името Георги Маринов.
Георги Маринов Шишков е български писател и културен деец на Перник.

## Биография
Роден е на 18 април 1937 година в Перник. Завършва педагогика в Софийския държавен университет. Работи като възпитател в техникума „Христо Ботев“, завеждащ кабинет по професионално ориентиране, редактор в алманах „Струма“, отдел „Просвета“ на Община Перник (1992-1995), като началник на отдел „Култура“. Умира на 13 декември 2011 г.
Негова стихосбирка е номинирана за наградата „Иван Николов“ (2007).